# ビワオオウズムシ
ビワオオウズムシ（Bdellocephala annandalei Ijima & Kaburaki）は、日本の淡水産プラナリアの一つで、同類では日本最大種にして、琵琶湖の固有種である。環境省の「その他無脊椎動物レッドリスト」見直しにより2006年版において絶滅危惧I類 (CR+EN)で新規掲載された。

## 特徴
体長は匍匐の状態で最大50mm、幅は15mm、よく伸びたものでは70mmに達する場合がある。縮んだ状態では体側縁が波打つ。
体形は全体として楕円形で、頭部が明確に区別できる。腹面は扁平で、背面は多少盛り上がる。頭部はやや幅広くなり、その中央が丸く盛り上がり、その下面は吸盤状になる。その隆起の左右に一対の黒い眼がある。頭部の後ろはやや狭くなり、胴部に続く。
胴部では、口が全長の2/3後方に、生殖孔は口と後端の間の中央よりやや前寄りにある。
体色は幼いものでは淡褐色から淡紅褐色、大きいものはオリーブ色となる。

## 生態
泥底に生息し、基本的には不活発であるが、時にはヒルのように体を波打たせて遊泳する。
琵琶湖固有種で、水深40m(30mとも)以深の、水温が6～8℃という低水温域に生息する。産卵時はより浅い場所に出るとも言われる。
琵琶湖ではイサザ漁の際に同時に採集されることが多い。漁民は古くよりこれを「沖のヒル」と呼び、琵琶湖中北部の沿岸から沖合の深部、泥底や河口沖の砂と泥に沈殿物の多い場に集まると言われてきた。
御勢は100個体の腸管内容物について調べ、珪藻、貧毛類、昆虫の幼虫を見いだしたが、おそらく餌となるのは後二者であり、珪藻は貧毛類の腸内容物に由来すると判断している。

## 類縁種
本種を含むオオウズムシ属は日本国内には他に二種、イズミオオウズムシとリシリオオウズムシがある。前種は本州の中部山岳から東北地方に分布し、後者は利尻島に固有である。同属はさらに旧北区に分布し、これらはシベリアからカムチャッカ、あるいはサハリンを経由して日本に分布を広げたものであり、その後に種分化したと考えられる。これら日本産の種と、カムチャッカ半島の同属の種、並びにバイカル湖の種に強い類縁関係が見られるという。さらに日本産の三種については、リボゾームRNAでは差が見られないとの報告があり、これらの種分化がせいぜい150万年程度しか遡らないものとの説もある。
なお、本種は日本の淡水三岐腸類では最大であるが、陸産種には遙かに大きいものがあり、この限りではない。